# هاشم علي (فنان تشكيلي)
هاشم علي (1945-2009) من أهم جيل الرواد، لما له من دور في تاسيس حركة الفن التشكيلي في اليمن.
بعد ولادته في قرية الدويلة في المكلا، أخذه والده إلى إندونيسيا وعاش هناك 13 سنة من سنوات عمره الأولى، حيث درس في مدرسة صينية إلى سادس ابتدائي. ثم عاد مع أسرته إلى حضرموت وانتقل بعدها إلى عدن ثم إلى تعز حيث استقر في تعز واسس مرسمه الخاص هناك وجعله مفتوحا لكل المواهب الشابه تعليما وتدريبا حتى مات في 2009. شارك في الكثير من المعارض داخل اليمن وخارجها. من مؤسسي حركة الفن التشكيلي في اليمن، درس على يديه العديد من الفنانين التشكيليين.

## عنه
هاشم علي يتحدث اللغة الإنجليزية بطلاقة وهو ما ساعده على متابعة الفنون العالمية من مصادرها. فتح مرسمه الخاص سنة 1970 لتدريب وتعليم الفنانين الشباب.
يقول عن طفولته في إندونيسيا كما جاء في مجلة «العربي» الكويتية -:
«لقد كانت طفولتي التي عشتها في إندونيسيا أجمل وأروع شيء مررت به في حياتي كلها، وعندما أقول هذا الكلام فأنا أعني ذلك حقيقة بصدق وبكل ما تحمله الكلمة من معنى، ولم تستطع أي مرحلة من المراحل الأخرى أن تحقق لي الإشباع الذي يمكن أن يصل إلى الحد الذي يتفوق أو يعادل تلك الحياة التي عشتها في طفولتي قرابة ثلاثة عشر عاماً قضيتها هناك، على الرغم من بعض التعقيدات التي واجهتني في بدايتها، فإنها ما لبثت أن زالت من طريقي حين تعهد خالي بتربيتي ورعايتي وسمح له بذلك».
ودرس هناك في مدرسة صينية بمدينة جاوة حتى الصف السادس الابتدائي، لكن الأسرة اتخذت قرارها بضرورة توقفه عن التعليم في المدرسة الصينية عند هذه المرحلة التي وصل إليها، وأن الوقت قد حان لكي يسافر إلى مدينة حضرموت في اليمن من أجل الدراسة في «رباط تريم»، حتى يتمكن من تعلم القرآن الكريم وعلومه هناك.
عاد إلى حضرموت، لكنه لم ينسجم مع طرق التعليم آنذاك، فتركه وراح يبحث عن نفسه في شيء آخر وجده عند أستاذه علي علوي الجفري الذي تعلم على يديه فن النحت، ثم انتقل إلى مدينة أبين وأقام فيها عند أخيه الشاعر والصحافي، عبد الله علي عبد الله مولى الدويلة، وفيها عمل بالعديد من الأعمال المهنية والحرفية من أهمها النجارة، ثم انتقل بعد ذلك للعيش مع أخيه أيضاً في مدينة عدن، وفيها أتيحت له الفرصة للتعرف على بعض الفنانين التشكيليين، ومنهم الفنان العقيلي الذي تعلم عنده فن الرسم، مع العلم أنه كان يمارس الرسم باستمرار منذ بداياته الأولى في إندونيسيا حتى هذه الفترة التي وصل فيها إلى عدن. كما أنه بدأ في هذا الوقت يبيع اللوحات للأجانب المقيمين في عدن، ووصل الأمر إلى أن بعض لوحاته بيعت بأسعار أعلى من أسعار لوحات العقيلي ذاته وبمبالغ لا تصدق! 
وبعدها استقر في تعز بعد تنقلات عديدة عبر الحديدة وعدن وإب.)) 
((تأثر في بداياته الفنية بانطباعيين كثيرين، خصوصاً كلود مونيه، فينسنت فان غوخ، بيسارو، ثم مارس أسلوب التكعيبية التحليلية والتكعيبية التوفيقية في بعض أعماله، واستمدت أعماله في العقود الأخيرة جمالياتها من فنون الشرق القديم. وأعتبر نقاد كثيرون أنه يملك مدرسة فنية خاصة ميزته عن سائر الفنانين)) 

## جوائز
- وسام الأدب والفنون من الدرجة الأولى 1989.
- حاصل على وسام صنعاء الذهبي، من الدرجة الأولى 1997.
- الدرع التكريمية من (مؤسسة السعيد للثقافية والعلوم) 2001.
- منحته وزارة الثقافة تذكار صنعاء عاصمة الثقافة العربية سنة 2004.
- سميت قاعة الفن التشكيلي الجديدة بالمركز الثقافي في صنعاء باسمه ابتداء من 2004.

## مساهمات
- ساهم في تدريب ورعاية مجموعة من الفنانين التشكيليين.
- هاشم علي ساهم عام 1986 في تأسيس جمعية التشكيليين اليمنيين، وانتخب رئيسا لها.
- ساهم في تأسيس نقابة التشكيليين اليمنيين عام 1997.